# 大拉多戈希
50°11′40″N 26°24′48″E / 50.19444°N 26.41333°E
大拉多戈希（烏克蘭語：Велика Радогощ）是烏克蘭西部的村莊，隸屬赫梅利尼茨基州的舍佩蒂夫卡區。該村面積0.135平方公里，海拔高度233米，2001年人口346，人口密度每平方公里2,562.96人。